# Dirk Anton Junius van Hemert
Jhr. mr. Dirk Anton Junius van Hemert ('s-Gravenhage, 19 augustus 1816 - Utrecht, 8 november 1881) was een jurist en resident van Batavia.

## Familie
Van Hemert was lid van de familie Junius van Hemert en een zoon van jhr. mr. Willem Joannes Junius van Hemert (1790-1858), lid van de Tweede Kamer en de Eerste Kamer en Elisabeth Jacoba Lucia Reitz (1789-1853); hij was een broer van jhr. Paulus Zeger Junius van Hemert (1827-1875). Hij trouwde in 1847 met jkvr. Louise Johanna Batiste Charlotte Theunissen Reijnst (1827-1861), halfzus van Catharina Geertruida Reijnst, lid van de familie Reijnst, dochter van jhr. Jan Cornelis Reijnst (1798-1871) en moeder van de schrijver Louis Couperus (1863-1923). Uit dit huwelijk werden zeven kinderen geboren, onder wie jkvr. Joanna Cornelia Junius van Hemert (1848-1879) die in 1870 trouwde met mr. Henri Maarten Anton baron van der Goes van Dirxland (1841-1890), lid van de Tweede Kamer en van de Eerste Kamer, lid van de familie Van der Goes en zoon van minister mr. Louis Napoleon baron van der Goes van Dirxland.

## Loopbaan
Van Hemert studeerde rechten en promoveerde aan de universiteit Utrecht in 1838. Vanaf 1848 was hij lid van de Raad van Justitie te Batavia, van 1849 tot 1850 was hij daarbij officier van justitie. Van 1850 tot 1856 was hij raadsheer van het Hooggerechtshof van Nederlands-Indië. In dat laatste jaar werd hij resident van Batavia hetgeen hij tot 1859 zou blijven.
Van Hemert was ridder in de Orde van de Nederlandse Leeuw.